# 77 Park Lane
77 Park Lane é um filme de suspense britânico de 1931, dirigido por Albert de Courville e estrelado por Dennis Neilson-Terry, Betty Stockfeld e Malcolm Keen.